# Asia Rugby Championship 2019
L’Asia Rugby Championship 2019 (in inglese 2019 Asia Rugby Championship) fu la 5ª edizione dell'Asia Rugby Championship organizzato da Asia Rugby, nonché in assoluto il 32º campionato asiatico di rugby a 15.
La sua divisione maggiore, il Top Three, si tenne tra il 18 maggio e il 29 giugno 2019 e fu vinto a punteggio pieno da Hong Kong che si impose su Corea del Sud e Malaysia guadagnando il bonus d'attacco in ogni incontro; per la seconda edizione consecutiva il Giappone non prese parte alla competizione, mentre per la piccola ex-colonia britannica si trattò del secondo successo consecutivo.
Per quanto riguarda i livelli inferiori, la Divisione 1 si tenne a Taipei (Taiwan) a girone unico, e fu vinta dalle Filippine.
La Divisione 2 si svolse a Hua Hin (Thailandia) e ad aggiudicarsela furono gli Emirati Arabi Uniti.
Per quanto riguarda invece la Divisione 3, quella Ovest fu ospitata da Doha (Qatar) e vide la vittoria dei padroni di casa; quella Centro ebbe luogo a Lahore (Pakistan), e anche tale torneo fu vinto dalla squadra del Paese ospitante; infine la terza divisione Sud-Est si tenne a Giacarta (Indonesia) e fu appannaggio della Cina.

## Squadre partecipanti
| Top Three     | Divisione 1   | Divisione 2         | Divisione 3     | Divisione 3      | Divisione 3       |
| Top Three     | Divisione 1   | Divisione 2         | Divisione Ovest | Divisione Centro | Divisione Sud-Est |
| ------------- | ------------- | ------------------- | --------------- | ---------------- | ----------------- |
| Corea del Sud | Filippine     | Emirati Arabi Uniti | Libano          | Pakistan         | Cina              |
| Hong Kong     | Singapore     | Guam                | Qatar           | Uzbekistan       | India             |
| Malaysia      | Sri Lanka     | Kazakistan          | Giordania       |                  | Indonesia         |
|               | Taipei cinese | Thailandia          |                 |                  |                   |

## Top Three
| Arbitro: | Tim Baker |

|                                                                                            |    |                          |
| You J 24’ Jang S-m 30’ Lee M-j 35’ Lee J 46’ Na K 62’ Jeong Y 73’ Jang J 78’ Lee J-b 80+2’ | mt | 20’ Petrus 68’ Wye       |
| Han G 30’, 35’, 46’ Park S 73’, 78’, 80+2’                                                 | tr | 20’ Ab Rahman 68’ Kamsol |

| Arbitro: | Craig Chan |

|                      |      |                                                                         |
| Amizan 30’           | mt   | 5’ Cha S-k 22’ Yang D-y 34’ Na K-y 40’ Shin H-s 58’ Kim N-u 77’ Lim J-h |
| Rahman 30’           | tr   | 34’, 40’ Park J-s 58’, 77’ Kim K-m                                      |
| Rahman 26’, 37’, 53’ | c.p. |                                                                         |

| Arbitro: | Tasuku Kawahara |

|              |      |                                                      |
| Jeong Y-s 7’ | mt   | 20’, 49’, 80’ Hartley 53’ Sayers 59’ Altier 73’ Jans |
| Han G-m 7’   | tr   | 49’, 53’, 59’, 7’ Rosslee                            |
| Han G-m 34’  | c.p. | 4’, 16’, 39’ Rosslee                                 |

| Arbitro: | Teruhisa Kajiwara |

|                                                    |      |                              |
| Phillips 16’ Purvis 36’ McCullough 57’ Andrews 64’ | mt   | 8’, 68’ Saukuru 74’ Vunimoku |
| Altier 36’ Neville 57’                             | tr   | 8’, 68’, 74’ Rahman          |
| Altier 40+1’ Neville 79’                           | c.p. | 26’ Rahman                   |

| Arbitro: | Teruhisa Kajiwara |

|  |    | |
|  | mt | 6’ tecnica 18’, 65’ Sayers 24’ Spitz 34’ Post 38’, 51’ Altier 43’ Slatem 57’ Boucaut 69’ Neville 72’ Warner |
|  | tr | 18’, 34’, 38’, 51’, 57’, 69’, 72’ Rosslee                                                                   |

| Arbitro: | Shuhei Kubo |

| |      |             |
| Neville 10’, 21’ Brien 12’ Axten-Burrett 15’, 70’ Spitz 38’ Rosslee 44’ McCullough 58’, 72’ Penesa 61’ | mt   |             |
| Rosslee 12’, 15’, 21’, 44’ Neville 61’, 70’, 72’                                                       | tr   |             |
| | c.p. | 25’ Han G-m |

### Classifica
|  | Squadra       | G | V | N | P | P+  | P-  | P±   | B | PT |
|  | ------------- | - | - | - | - | --- | --- | ---- | - | -- |
|  | Hong Kong     | 4 | 4 | 0 | 0 | 212 | 37  | +175 | 4 | 20 |
|  | Corea del Sud | 4 | 2 | 0 | 2 | 103 | 141 | -38  | 2 | 10 |
|  | Malaysia      | 4 | 0 | 0 | 4 | 54  | 191 | -137 | 1 | 1  |

## Divisione 1
|  | Semifinali    | Semifinali    | Semifinali |           |           | Finale          | Finale          | Finale          |  |
|  |               |               |            |           |           |                 |                 |                 |  |
|  | Filippine     | Filippine     | 39         |           |           |                 |                 |                 |  |
|  | Filippine     | Filippine     | 39         |           |           |                 |                 |                 |  |
|  | Sri Lanka     | Sri Lanka     | 22         |           |           |                 |                 |                 |  |
|  | Sri Lanka     | Sri Lanka     | 22         |           | Filippine | Filippine       | 29              |                 |  |
|  |               |               |            |           | Filippine | Filippine       | 29              |                 |  |
|  |               |               | Singapore  | Singapore | 21        |                 |                 |                 |  |
|  | Singapore     | Singapore     | Singapore  | Singapore | 21        | 18              |                 |                 |  |
|  | Singapore     | Singapore     |            |           |           | 18              |                 |                 |  |
|  | Taipei cinese | Taipei cinese | 13         |           |           | Finale 3º posto | Finale 3º posto | Finale 3º posto |  |
|  | Taipei cinese | Taipei cinese | 13         |           |           |                 |                 |                 |  |
|  |               |               |            |           |           |                 |                 |                 |  |
|  |               |               |            |           |           | Sri Lanka       | Sri Lanka       | 72              |  |
|  |               |               |            |           |           | Sri Lanka       | Sri Lanka       | 72              |  |
|  |               |               |            |           |           | Taipei cinese   | Taipei cinese   | 17              |  |

## Divisione 2
|  | Semifinali          | Semifinali          | Semifinali |            |                     | Finale              | Finale          | Finale          |  |
|  |                     |                     |            |            |                     |                     |                 |                 |  |
|  | Emirati Arabi Uniti | Emirati Arabi Uniti | 82         |            |                     |                     |                 |                 |  |
|  | Emirati Arabi Uniti | Emirati Arabi Uniti | 82         |            |                     |                     |                 |                 |  |
|  | Guam                | Guam                | 7          |            |                     |                     |                 |                 |  |
|  | Guam                | Guam                | 7          |            | Emirati Arabi Uniti | Emirati Arabi Uniti | 50              |                 |  |
|  |                     |                     |            |            | Emirati Arabi Uniti | Emirati Arabi Uniti | 50              |                 |  |
|  |                     |                     | Thailandia | Thailandia | 12                  |                     |                 |                 |  |
|  | Thailandia          | Thailandia          | Thailandia | Thailandia | 12                  | 38                  |                 |                 |  |
|  | Thailandia          | Thailandia          |            |            |                     | 38                  |                 |                 |  |
|  | Kazakistan          | Kazakistan          | 20         |            |                     | Finale 3º posto     | Finale 3º posto | Finale 3º posto |  |
|  | Kazakistan          | Kazakistan          | 20         |            |                     |                     |                 |                 |  |
|  |                     |                     |            |            |                     |                     |                 |                 |  |
|  |                     |                     |            |            |                     | Kazakistan          | Kazakistan      | 17              |  |
|  |                     |                     |            |            |                     | Kazakistan          | Kazakistan      | 17              |  |
|  |                     |                     |            |            |                     | Guam                | Guam            | 8               |  |

## Divisione 3

### Ovest
| Data          | Incontro           | Risultato | Sede |
| ------------- | ------------------ | --------- | ---- |
| 30 marzo 2019 | Qatar ― Giordania  | 77–0      | Doha |
| 2 aprile 2019 | Giordania ― Libano | 6–71      | Doha |
| 5 aprile 2019 | Qatar ― Libano     | 13–10     | Doha |

|  | Squadra   | G | V | N | P | P+ | P-  | P±   | B | PT |
|  | --------- | - | - | - | - | -- | --- | ---- | - | -- |
|  | Qatar     | 2 | 2 | 0 | 0 | 90 | 10  | +80  | 1 | 9  |
|  | Libano    | 2 | 1 | 0 | 1 | 81 | 19  | +62  | 2 | 6  |
|  | Giordania | 2 | 0 | 0 | 2 | 6  | 148 | -142 | 0 | 0  |

### Centrale
| Data           | Incontro              | Risultato | Sede   |
| -------------- | --------------------- | --------- | ------ |
| 28 aprile 2019 | Pakistan ― Uzbekistan | 44–13     | Lahore |
| 1º maggio 2019 | Uzbekistan ― Pakistan | 38–24     | Lahore |

|  | Squadra    | G | V | N | P | P+ | P- | P±  | B | PT |
|  | ---------- | - | - | - | - | -- | -- | --- | - | -- |
|  | Pakistan   | 2 | 1 | 0 | 1 | 68 | 51 | +17 | 2 | 6  |
|  | Uzbekistan | 2 | 1 | 0 | 1 | 51 | 68 | -17 | 1 | 5  |

### Sud-Est
| Data           | Incontro          | Risultato | Sede     |
| -------------- | ----------------- | --------- | -------- |
| 23 giugno 2019 | Indonesia ― Cina  | 10–63     | Giacarta |
| 26 giugno 2019 | India ― Cina      | 17–74     | Giacarta |
| 29 giugno 2019 | India ― Indonesia | 42–12     | Giacarta |

|  | Squadra   | G | V | N | P | P+  | P-  | P±   | B | PT |
|  | --------- | - | - | - | - | --- | --- | ---- | - | -- |
|  | Cina      | 2 | 2 | 0 | 0 | 137 | 27  | +110 | 2 | 10 |
|  | India     | 2 | 1 | 0 | 1 | 59  | 86  | -27  | 1 | 5  |
|  | Indonesia | 2 | 0 | 0 | 2 | 22  | 105 | -83  | 0 | 0  |